# Reserva Natural de Väätsa
A Reserva Natural de Väätsa é uma reserva natural localizada no condado de Järva, na Estónia.
A área da reserva natural é de 418 hectares.
A área protegida foi fundada em 2005 para proteger tipos de habitat valiosos e espécies ameaçadas em Saueaugu, Röa e Vissuvere (todos na freguesia de Väätsa).